# Erich-Maria-Remarque-Friedenspreis
Der Erich-Maria-Remarque-Friedenspreis wird seit 1991 alle zwei Jahre von der Stadt Osnabrück „für belletristische, journalistische und allgemeinverständliche  wissenschaftliche Arbeiten“ verliehen, die „sich mit den Themen ‚innerer und äußerer Frieden’ auseinandersetzen“ (zitiert nach Vergaberichtlinien). Leitlinie sei dabei das Motto des in Osnabrück geborenen Schriftstellers Erich Maria Remarque „Mein Thema ist der Mensch dieses Jahrhunderts, die Frage der Humanität“, an dessen pazifistisches Engagement damit erinnert wird.
Die Hauptpreisträger des Friedenspreises erhalten für ihr ausgezeichnetes Werk 25.000 Euro (seit 2009; zuvor 15.000 Euro). Der Sonderpreis ist mit 5000 Euro dotiert.

## Jury
- Katharina Pötter
- Susanne Menzel-Riedl (Vorsitzende)
- Rita Süssmuth
- Stefanie Schüler-Springorum
- Heribert Prantl
- Hubert Winkels
- Johano Strasser
- Michael Göring
- Jutta Sauer
- Bernd Stegemann
- Wolfgang Beckermann
- Thomas F. Schneider

## Preisträger
Quelle: Stadt Osnabrück
| Jahr | Hauptpreis                     | Sonderpreis                                                  |
| ---- | ------------------------------ | ------------------------------------------------------------ |
| 1991 | Lew Kopelew                    | Anja Lundholm                                                |
| 1993 | Hans Magnus Enzensberger       | Dörte von Westernhagen                                       |
| 1995 | Uri Avnery                     | Miljenko Jergovic                                            |
| 1997 | Ludvík Vaculík                 | Gemeinsame deutsch-tschechische Historikerkommission         |
| 1999 | Huschang Golschiri             | Gründungskomitee des Verbandes iranischer Schriftsteller     |
| 2001 | Swetlana Alexijewitsch         | Internationale russische Menschenrechtsorganisation Memorial |
| 2003 | Mahmud Darwisch und Dan Bar-On | –                                                            |
| 2005 | Leoluca Orlando                | Jurij Andruchowytsch                                         |
| 2007 | Tony Judt                      | Grigori Michailowitsch Pasko                                 |
| 2009 | Henning Mankell                | Lukas Bärfuss                                                |
| 2011 | Tahar Ben Jelloun              | Pro Asyl                                                     |
| 2013 | Avi Primor und Abdallah Frangi | Exit Deutschland                                             |
| 2015 | Adonis (Ali Ahmad Said Esber)  | Giuseppina Maria Nicolini (Bürgermeisterin von Lampedusa)    |
| 2017 | Aslı Erdoğan                   | Pulse of Europe                                              |
| 2019 | Ngũgĩ wa Thiong’o              | Sea-Watch                                                    |
| 2021 | –                              | –                                                            |
| 2023 | Ljudmila Ulizkaja              | Sergiy Maidukov                                              |
| 2025 | Philippe Sands                 | Jouanna Hassoun und Shai Hoffmann                            |